# Keskijärvi (sjö i Finland, Norra Österbotten)
Keskijärvi är en sjö i Finland. Den ligger i kommunen Pudasjärvi i landskapet Norra Österbotten, i den centrala delen av landet, 600 km norr om huvudstaden Helsingfors. Keskijärvi ligger 130 meter över havet. Arean är 24,1 hektar och strandlinjen är 2,16 kilometer lång. Sjön  ingår i Ijo älvs huvudavrinningsområde. 